# Гай Фламіній
Гай Фламіній (лат. Gaius Flaminius, ? — 217 р. до н. е.) — визначний політичний, державний та військовий діяч Римської республіки, консул 227 та 217 років до н. е.

## Біографія
Походив з плебейського роду Фламініїв. Син Гая Фламінія. Ще замолоду став лідером демократичного руху Риму, який відстоював політичні та економічні інтереси плебеїв. 
У 232 році до н. е. його обрано народним трибуном. На цій посаді Фламіній подолав сильний спротив сенату й провів на народних зборах законопроєкт про розподіл державної землі, так званої ager Gallicus et Picenus («гальські та піценскі землі») у північній Італії на узбережжі Адріатичного моря, і розподіл ділянок поміж римськими колоністами.
У 227 році до н. е. став претором й першим в історії пропретором Сицилії. У 223 році до н. е. його було обрано консулом разом з Публієм Фурієм Філом. Під час каденції Фламінія гали—інсумбри здійснили напад на римські землі у північній Італії. Останнім було завдано поразки при Теламоні біля річки По. Фламіній не став тоді чекати наказу сенату, зробивши це лише після бою, оскільки здогадувався, що там міститься вказівки про повернення. Після перемоги Фламіній отримав тріумф, також проти бажання сенату. 221 року до н.е. на півдні Марсового полю звів цирк.
У 220 року до н. е. його було обрано цензором разом з Луцієм Емілієм Папом. Під час свого цензорського терміну побудував дорогу з Риму на північ, яка отримала його ім'я — via Flaminia. У 218 до н. е. Фламіній був єдиним сенатором, який підтримав закон, за яким сенаторам та їхнім синам заборонялося вести заморську торгівлю у великому обсязі, тобто володіти суднами, які вміщували більш ніж 300 амфор.
У 217 році до н. е. Гая Фламінія вдруге було обрано консулом, цього разу разом з Гнеєм Сервілієм Геміном. У цей час точилася Друга Пунічна війна. Карфагенянин Ганнібал вже здобув свої перші перемоги й збирався почати наступ на центральну Італію. Фламіній був серед тих, хто виступав за швидке завершення війни, звинувачуючи патриціїв у навмисному затягуванні її завершення. Після обрання його консулом, Фламіній відразу виїхав до війська без виконання необхідних релігійних процедур. Сенат спрямував до нього посланців — Квінта Теренція та Марка Антістія — з вимогою повернутися для виконання визначених релігійних заходів. Втім Фламіній розглядав це лише як привід затримати його, давши змогу представнику патриціїв — Гнею Сервілію — завдати поразку пунійцям й тим самим послабити вплив демократів у самому Римі.
Фламіній рушив до м. Арреціум, де намагався перехопити Ганнібала у західних Аппенінах, однак Ганнібалу вдалося обдурити римлянам, пройшовши через болото. Фламіній рушив до Етрурії назустріч ворогам, спрямувавши при цьому листа до свого колеги Гнея Сервілія Геміна з проханням допомогти. Втім останній під приводом поганої погоди та втомленості війська відмовив Фламінію. Вирішальна битва відбулася біля Тразименського озера. Тут римляни потрапили у засідку, а коли Фламіній кинувся переслідувати начебто втікаючих карфагенян, то потрапив у засідку. Внаслідок цього римське військо було майже повністю знищено, а Фламінія було вбито Дукарієм, гальським найманцем.